# Almindelig liguster
Almindelig liguster (Ligustrum vulgare) eller blot liguster er en op til 4 meter høj busk, der er almindeligt benyttet i hække. Den findes desuden forvildet nær bebyggelse. Hele planten, altså også bærrene, er giftig.

## Beskrivelse
Liguster er en vintergrøn eller stedsegrøn busk med en riset og opret, senere overhængende vækstform. Barken er først grønlig og håret, men den bliver senere glat og grå. Knopperne er modsatte eller en smule forskudte. De er spidse, tiltrykte og violet-grønne.
Bladene er elliptiske og helrandede med kort stilk. Oversiden er læderagtig, glat og mørkegrøn, mens undersiden er lysegrøn og mat. Blomstringen sker i juli, og blomsterne sidder samlet i korte toppe ved skudspidserne. De er hvide med en sød og tung duft. Bærrene er blåsorte og bliver siddende til næste forår. Frøene spirer villigt.
Rodnettet består af stærkt forgrenede, højtliggende og tynde hovedrødder med talrige siderødder.
Højde x bredde og årlig tilvækst: 4 x 2 m (15 x 10 cm/år), men buskene vælter ofte ud og lægger sig hen ad jorden, så de bliver meget brede og knap så høje.

## Voksested
Liguster gror i Mellem- og Sydeuropas bjergegne, hvor den danner krat, bryn og underskov under ege- og fyrreskovene på kalk- og mineralrig, men tør bund.
Dens naturlige naboer er i Alperne f.eks. Østrigsk Fyr, akselrøn, bøg, duneg, tarmvridrøn, navr, rundbladet bærmispel, sort dværgmispel, hassel, og laurbærdafne. I Italiens bjerge ses den sammen med f.eks. pinje, steneg, ægte laurbær, valnød, ægte kastanje, humlebøg, mannaask, blærebælg, italiensk skovranke, alm. skovranke, vin og ægte kaprifolie.